# 李平湘
李平湘（1923年—），山西运城人，中国人民解放军将领、中国人民解放军中将。
1988年，授予中国人民解放军中将，曾任后勤学院副院长。